# Полонара, Акилле
Акилле Полонара  (итал. Achille Polonara; род. 23 ноября 1991 года в Анконе, Италия) — итальянский профессиональный баскетболист, играющий на позиции тяжёлого форварда.

## Карьера

### Клубная
В июле 2014 года подписал трехлетний контракт с клубом «Реджана». В сезоне 2014—2015 клуб принимал участие в Кубке Европы по баскетболы. Полонара сыграл все матчи розыгрыша, выходя в старте и набирая в среднем 11 очков и 6,4 подбора. Был признан MVP 7 раунда, набрал 24 очка, 6 подборов, 2 передачи и 3 перехвата в матче с «Париж-Леваллуа».

### Международная
С 2014 года выступает за сборную Италии.

## Личная жизнь
Акилле считает своего старшего брата Валерио, сделавшего карьеру в низших лигах Италии, вдохновившим его стать баскетболистом. Братья (их разделяет 7 лет) очень близки.
Его племянник, Микеле Серпилли, также играет в баскетбол, в молодежной команде «Пезаро», по слухам, он является поклонником Полонары.
В октябре 2023 года Полонара перенес операцию по поводу рака яичек, вернувшись на площадку через два месяца. В июне 2025 года у него был диагностирован миелоидный лейкоз.